# Глобальный стандарт классификации отраслей
Глобальный стандарт классификации отраслей (ГСКО; англ. Global Industry Classification Standard, GICS) — это отраслевая таксономия, совместно разработанная компаниями MSCI и Standard & Poor's для использования в финансовой сфере. ГСКО состоит из 11 секторов, 24 отраслевых групп, 69 отраслей и 158 подотраслей, по которым классифицированы все основные публичные компании. Система похожа на ICB — Industry Classification Benchmark (классификация, разработанная совместно компаниями Доу Джоунс и FTSE Group и в настоящее время поддерживаемая FTSE).
ГСКО используется в качестве классификатора компаний, включенных в отраслевые фондовые индексы, разрабатываемые S&P и MSCI, в которых каждая компания в соответствии с основной хозяйственной деятельностью приписывается к одной подотрасли, соответствующей отрасли, отраслевой группе и сектору.
«GICS» — зарегистрированная торговая марка компании McGraw-Hill, в настоящее время принадлежащая S&P.

## Классификация[1]
| Сектор | Сектор                                      | Отраслевая группа | Отраслевая группа                                                     | Отрасль | Отрасль                                                                  | Подотрасль | Подотрасль                                                         |
| ------ | ------------------------------------------- | ----------------- | --------------------------------------------------------------------- | ------- | ------------------------------------------------------------------------ | ---------- | ------------------------------------------------------------------ |
| 10     | Энергетика                                  | 1010              | Энергетика                                                            | 101010  | Энергетическое оборудование и услуги                                     | 10101010   | Бурение нефтяных и газовых скважин                                 |
| 10     | Энергетика                                  | 1010              | Энергетика                                                            | 101010  | Энергетическое оборудование и услуги                                     | 10101020   | Нефтегазовое оборудование и услуги                                 |
| 10     | Энергетика                                  | 1010              | Энергетика                                                            | 101020  | Нефть, газ и горючее топливо                                             | 10102010   | Интегрированная нефть и газ                                        |
| 10     | Энергетика                                  | 1010              | Энергетика                                                            | 101020  | Нефть, газ и горючее топливо                                             | 10102020   | Разведка и добыча нефти и газа                                     |
| 10     | Энергетика                                  | 1010              | Энергетика                                                            | 101020  | Нефть, газ и горючее топливо                                             | 10102030   | Переработка и продажа нефти и газа                                 |
| 10     | Энергетика                                  | 1010              | Энергетика                                                            | 101020  | Нефть, газ и горючее топливо                                             | 10102040   | Хранение и транспортировка нефти и газа                            |
| 10     | Энергетика                                  | 1010              | Энергетика                                                            | 101020  | Нефть, газ и горючее топливо                                             | 10102050   | Уголь и горючее топливо                                            |
| 15     | Материалы                                   | 1510              | Материалы                                                             | 151010  | Химикалии                                                                | 15101010   | Товарные химикаты                                                  |
| 15     | Материалы                                   | 1510              | Материалы                                                             | 151010  | Химикалии                                                                | 15101020   | Разнообразные химикаты                                             |
| 15     | Материалы                                   | 1510              | Материалы                                                             | 151010  | Химикалии                                                                | 15101030   | Удобрения и сельскохозяйственные химикаты                          |
| 15     | Материалы                                   | 1510              | Материалы                                                             | 151010  | Химикалии                                                                | 15101040   | Промышленные газы                                                  |
| 15     | Материалы                                   | 1510              | Материалы                                                             | 151010  | Химикалии                                                                | 15101050   | Специализированные химикаты                                        |
| 15     | Материалы                                   | 1510              | Материалы                                                             | 151020  | Строительные материалы                                                   | 15102010   | Строительные материалы                                             |
| 15     | Материалы                                   | 1510              | Материалы                                                             | 151030  | Контейнеры и упаковки                                                    | 15103010   | Металлические и стеклянные контейнеры                              |
| 15     | Материалы                                   | 1510              | Материалы                                                             | 151030  | Контейнеры и упаковки                                                    | 15103020   | Бумажная упаковка                                                  |
| 15     | Материалы                                   | 1510              | Материалы                                                             | 151040  | Металлы и руды                                                           | 15104010   | Алюминий                                                           |
| 15     | Материалы                                   | 1510              | Материалы                                                             | 151040  | Металлы и руды                                                           | 15104020   | Многоотраслевая металлургия и горнодобывающая промышленность       |
| 15     | Материалы                                   | 1510              | Материалы                                                             | 151040  | Металлы и руды                                                           | 15104025   | Медь                                                               |
| 15     | Материалы                                   | 1510              | Материалы                                                             | 151040  | Металлы и руды                                                           | 15104030   | Золото                                                             |
| 15     | Материалы                                   | 1510              | Материалы                                                             | 151040  | Металлы и руды                                                           | 15104040   | Ценные металлы и минералы                                          |
| 15     | Материалы                                   | 1510              | Материалы                                                             | 151040  | Металлы и руды                                                           | 15104045   | Серебро                                                            |
| 15     | Материалы                                   | 1510              | Материалы                                                             | 151040  | Металлы и руды                                                           | 15104050   | Сталь                                                              |
| 15     | Материалы                                   | 1510              | Материалы                                                             | 151050  | Бумажные и лесные товары                                                 | 15105010   | Лесная промышленность                                              |
| 15     | Материалы                                   | 1510              | Материалы                                                             | 151050  | Бумажные и лесные товары                                                 | 15105020   | Бумажная промышленность                                            |
| 20     | Промышленность                              | 2010              | Средства производства                                                 | 201010  | Аэрокосмическое и оборонное производство                                 | 20101010   | Аэрокосмическое и оборонное производство                           |
| 20     | Промышленность                              | 2010              | Средства производства                                                 | 201020  | Строительные товары                                                      | 20102010   | Строительные товары                                                |
| 20     | Промышленность                              | 2010              | Средства производства                                                 | 201030  | Строительство и инженерия                                                | 20103010   | Строительство и инженерия                                          |
| 20     | Промышленность                              | 2010              | Средства производства                                                 | 201040  | Электрическое оборудование                                               | 20104010   | Электрические компоненты и оборудование                            |
| 20     | Промышленность                              | 2010              | Средства производства                                                 | 201040  | Электрическое оборудование                                               | 20104020   | Высоковольтное электрооборудование                                 |
| 20     | Промышленность                              | 2010              | Средства производства                                                 | 201050  | Промышленные конгломераты                                                | 20105010   | Промышленные конгломераты                                          |
| 20     | Промышленность                              | 2010              | Средства производства                                                 | 201060  | Машины                                                                   | 20106010   | Строительные машины и тяжелые грузовые машины                      |
| 20     | Промышленность                              | 2010              | Средства производства                                                 | 201060  | Машины                                                                   | 20106015   | Сельскохозяйственные машины                                        |
| 20     | Промышленность                              | 2010              | Средства производства                                                 | 201060  | Машины                                                                   | 20106020   | Промышленные машины                                                |
| 20     | Промышленность                              | 2010              | Средства производства                                                 | 201070  | Торговые компании и дистрибьюторы                                        | 20107010   | Торговые компании и дистрибьюторы                                  |
| 20     | Промышленность                              | 2020              | Коммерческие и профессиональные услуги                                | 202010  | Коммерческие услуги и поставки                                           | 20201010   | Коммерческая печать (типографии)                                   |
| 20     | Промышленность                              | 2020              | Коммерческие и профессиональные услуги                                | 202010  | Коммерческие услуги и поставки                                           | 20201050   | Окружающая среда и благоустройство                                 |
| 20     | Промышленность                              | 2020              | Коммерческие и профессиональные услуги                                | 202010  | Коммерческие услуги и поставки                                           | 20201060   | Офисные услуги и снабжение                                         |
| 20     | Промышленность                              | 2020              | Коммерческие и профессиональные услуги                                | 202010  | Коммерческие услуги и поставки                                           | 20201070   | Многоотраслевые услуги поддержки                                   |
| 20     | Промышленность                              | 2020              | Коммерческие и профессиональные услуги                                | 202010  | Коммерческие услуги и поставки                                           | 20201080   | Услуги охраны                                                      |
| 20     | Промышленность                              | 2020              | Коммерческие и профессиональные услуги                                | 202020  | Профессиональные услуги                                                  | 20202010   | Кадровые услуги                                                    |
| 20     | Промышленность                              | 2020              | Коммерческие и профессиональные услуги                                | 202020  | Профессиональные услуги                                                  | 20202020   | Исследования и консультирование                                    |
| 20     | Промышленность                              | 2030              | Транспорт                                                             | 203010  | Авиаперевозки и логистика                                                | 20301010   | Авиаперевозки и логистика                                          |
| 20     | Промышленность                              | 2030              | Транспорт                                                             | 203020  | Авиакомпании                                                             | 20302010   | Авиакомпании                                                       |
| 20     | Промышленность                              | 2030              | Транспорт                                                             | 203030  | Морской транспорт                                                        | 20303010   | Морской транспорт                                                  |
| 20     | Промышленность                              | 2030              | Транспорт                                                             | 203040  | Автомобильный и железнодорожный транспорт                                | 20304010   | Железнодорожный транспорт                                          |
| 20     | Промышленность                              | 2030              | Транспорт                                                             | 203040  | Автомобильный и железнодорожный транспорт                                | 20304020   | Автомобильный транспорт                                            |
| 20     | Промышленность                              | 2030              | Транспорт                                                             | 203050  | Транспортная инфраструктура                                              | 20305010   | Аэропорты и аэропортовые услуги                                    |
| 20     | Промышленность                              | 2030              | Транспорт                                                             | 203050  | Транспортная инфраструктура                                              | 20305020   | Скоростные и железные дороги                                       |
| 20     | Промышленность                              | 2030              | Транспорт                                                             | 203050  | Транспортная инфраструктура                                              | 20305030   | Порты и портовые услуги                                            |
| 25     | Потребительские товары выборочного спроса   | 2510              | Автомобили и комплектующие                                            | 251010  | Автомобильные комплектующие                                              | 25101010   | Автозапчасти и оборудование                                        |
| 25     | Потребительские товары выборочного спроса   | 2510              | Автомобили и комплектующие                                            | 251010  | Автомобильные комплектующие                                              | 25101020   | Покрышки и камеры                                                  |
| 25     | Потребительские товары выборочного спроса   | 2510              | Автомобили и комплектующие                                            | 251020  | Автомобили                                                               | 25102010   | Производство автомобилей                                           |
| 25     | Потребительские товары выборочного спроса   | 2510              | Автомобили и комплектующие                                            | 251020  | Автомобили                                                               | 25102020   | Производство мотоциклов                                            |
| 25     | Потребительские товары выборочного спроса   | 2520              | Потребительские товары длительного пользования и одежда               | 252010  | Хозяйственные товары длительного пользования                             | 25201010   | Потребительская электроника                                        |
| 25     | Потребительские товары выборочного спроса   | 2520              | Потребительские товары длительного пользования и одежда               | 252010  | Хозяйственные товары длительного пользования                             | 25201020   | Мебель для дома                                                    |
| 25     | Потребительские товары выборочного спроса   | 2520              | Потребительские товары длительного пользования и одежда               | 252010  | Хозяйственные товары длительного пользования                             | 25201030   | Домостроение                                                       |
| 25     | Потребительские товары выборочного спроса   | 2520              | Потребительские товары длительного пользования и одежда               | 252010  | Хозяйственные товары длительного пользования                             | 25201040   | Бытовая техника                                                    |
| 25     | Потребительские товары выборочного спроса   | 2520              | Потребительские товары длительного пользования и одежда               | 252010  | Хозяйственные товары длительного пользования                             | 25201050   | Домашняя утварь                                                    |
| 25     | Потребительские товары выборочного спроса   | 2520              | Потребительские товары длительного пользования и одежда               | 252020  | Товары для отдыха                                                        | 25202010   | Товары для отдыха                                                  |
| 25     | Потребительские товары выборочного спроса   | 2520              | Потребительские товары длительного пользования и одежда               | 252030  | Текстиль, одежда и предметы роскоши                                      | 25203010   | Одежда, аксессуары и предметы роскоши                              |
| 25     | Потребительские товары выборочного спроса   | 2520              | Потребительские товары длительного пользования и одежда               | 252030  | Текстиль, одежда и предметы роскоши                                      | 25203020   | Обувь                                                              |
| 25     | Потребительские товары выборочного спроса   | 2520              | Потребительские товары длительного пользования и одежда               | 252030  | Текстиль, одежда и предметы роскоши                                      | 25203030   | Текстиль                                                           |
| 25     | Потребительские товары выборочного спроса   | 2530              | Потребительские услуги                                                | 253010  | Отели, рестораны и объекты досуга                                        | 25301010   | Казино и игры                                                      |
| 25     | Потребительские товары выборочного спроса   | 2530              | Потребительские услуги                                                | 253010  | Отели, рестораны и объекты досуга                                        | 25301020   | Отели, курорты и круизные линии                                    |
| 25     | Потребительские товары выборочного спроса   | 2530              | Потребительские услуги                                                | 253010  | Отели, рестораны и объекты досуга                                        | 25301030   | Предприятия досуга                                                 |
| 25     | Потребительские товары выборочного спроса   | 2530              | Потребительские услуги                                                | 253010  | Отели, рестораны и объекты досуга                                        | 25301040   | Рестораны                                                          |
| 25     | Потребительские товары выборочного спроса   | 2530              | Потребительские услуги                                                | 253020  | Многоотраслевые потребительские услуги                                   | 25302010   | Образование                                                        |
| 25     | Потребительские товары выборочного спроса   | 2530              | Потребительские услуги                                                | 253020  | Многоотраслевые потребительские услуги                                   | 25302020   | Специализированные потребительские услуги                          |
| 25     | Потребительские товары выборочного спроса   | 2550              | Розничная торговля                                                    | 255010  | Дистрибьюторы                                                            | 25501010   | Дистрибьюторы                                                      |
| 25     | Потребительские товары выборочного спроса   | 2550              | Розничная торговля                                                    | 255020  | Розничный прямой и Интернет маркетинг                                    | 25502020   | Розничный прямой и Интернет маркетинг                              |
| 25     | Потребительские товары выборочного спроса   | 2550              | Розничная торговля                                                    | 255030  | Разнообразная розничная торговля                                         | 25503010   | Универмаги                                                         |
| 25     | Потребительские товары выборочного спроса   | 2550              | Розничная торговля                                                    | 255030  | Разнообразная розничная торговля                                         | 25503020   | Магазины товаров повседневного спроса                              |
| 25     | Потребительские товары выборочного спроса   | 2550              | Розничная торговля                                                    | 255040  | Специализированная розничная торговля                                    | 25504010   | Магазины одежды                                                    |
| 25     | Потребительские товары выборочного спроса   | 2550              | Розничная торговля                                                    | 255040  | Специализированная розничная торговля                                    | 25504020   | Магазины компьютеров и электроники                                 |
| 25     | Потребительские товары выборочного спроса   | 2550              | Розничная торговля                                                    | 255040  | Специализированная розничная торговля                                    | 25504030   | Магазины товаров для дома                                          |
| 25     | Потребительские товары выборочного спроса   | 2550              | Розничная торговля                                                    | 255040  | Специализированная розничная торговля                                    | 25504040   | Специализированные магазины                                        |
| 25     | Потребительские товары выборочного спроса   | 2550              | Розничная торговля                                                    | 255040  | Специализированная розничная торговля                                    | 25504050   | Автосалоны                                                         |
| 25     | Потребительские товары выборочного спроса   | 2550              | Розничная торговля                                                    | 255040  | Специализированная розничная торговля                                    | 25504060   | Мебельные магазины                                                 |
| 30     | Потребительские товары повседневного спроса | 3010              | Розничная торговля продуктами питания и товарами повседневного спроса | 301010  | Розничная торговля продуктами питания и товарами повседневного спроса    | 30101010   | Аптеки                                                             |
| 30     | Потребительские товары повседневного спроса | 3010              | Розничная торговля продуктами питания и товарами повседневного спроса | 301010  | Розничная торговля продуктами питания и товарами повседневного спроса    | 30101020   | Дитрибьюторы продуктов питания                                     |
| 30     | Потребительские товары повседневного спроса | 3010              | Розничная торговля продуктами питания и товарами повседневного спроса | 301010  | Розничная торговля продуктами питания и товарами повседневного спроса    | 30101030   | Продуктовые магазины                                               |
| 30     | Потребительские товары повседневного спроса | 3010              | Розничная торговля продуктами питания и товарами повседневного спроса | 301010  | Розничная торговля продуктами питания и товарами повседневного спроса    | 30101040   | Гипермакеты и супермаркеты                                         |
| 30     | Потребительские товары повседневного спроса | 3020              | Продукты питания, напитки и табачные изделия                          | 302010  | Напитки                                                                  | 30201010   | Пивоварни                                                          |
| 30     | Потребительские товары повседневного спроса | 3020              | Продукты питания, напитки и табачные изделия                          | 302010  | Напитки                                                                  | 30201020   | Производство крепких напитков и вин                                |
| 30     | Потребительские товары повседневного спроса | 3020              | Продукты питания, напитки и табачные изделия                          | 302010  | Напитки                                                                  | 30201030   | Безалкогольные напитки                                             |
| 30     | Потребительские товары повседневного спроса | 3020              | Продукты питания, напитки и табачные изделия                          | 302020  | Продукты питания                                                         | 30202010   | Сельскохозяйственная продукция                                     |
| 30     | Потребительские товары повседневного спроса | 3020              | Продукты питания, напитки и табачные изделия                          | 302020  | Продукты питания                                                         | 30202030   | Упакованная пища и мясо                                            |
| 30     | Потребительские товары повседневного спроса | 3020              | Продукты питания, напитки и табачные изделия                          | 302030  | Табачные изделия                                                         | 30203010   | Табачные изделия                                                   |
| 30     | Потребительские товары повседневного спроса | 3030              | Бытовые изделия и предметы личного пользования                        | 303010  | Бытовые изделия                                                          | 30301010   | Бытовые изделия                                                    |
| 30     | Потребительские товары повседневного спроса | 3030              | Бытовые изделия и предметы личного пользования                        | 303020  | Предметы личного пользования                                             | 30302010   | Предметы личного пользования                                       |
| 35     | Здравоохранение                             | 3510              | Медицинское оборудование и услуги                                     | 351010  | Медицинское оборудование и снабжение                                     | 35101010   | Медицинское оборудование                                           |
| 35     | Здравоохранение                             | 3510              | Медицинское оборудование и услуги                                     | 351010  | Медицинское оборудование и снабжение                                     | 35101020   | Медицинское снабжение                                              |
| 35     | Здравоохранение                             | 3510              | Медицинское оборудование и услуги                                     | 351020  | Медицинские поставщики и услуги                                          | 35102010   | Медицинские дистрибьюторы                                          |
| 35     | Здравоохранение                             | 3510              | Медицинское оборудование и услуги                                     | 351020  | Медицинские поставщики и услуги                                          | 35102015   | Медицинские услуги                                                 |
| 35     | Здравоохранение                             | 3510              | Медицинское оборудование и услуги                                     | 351020  | Медицинские поставщики и услуги                                          | 35102020   | Медицинские учреждения                                             |
| 35     | Здравоохранение                             | 3510              | Медицинское оборудование и услуги                                     | 351020  | Медицинские поставщики и услуги                                          | 35102030   | Управление медицинскими расходами                                  |
| 35     | Здравоохранение                             | 3510              | Медицинское оборудование и услуги                                     | 351030  | Медицинские технологии                                                   | 35103010   | Медицинские технологии                                             |
| 35     | Здравоохранение                             | 3520              | Фармацевтика, биотехнология и науки о жизни                           | 352010  | Биотехнология                                                            | 35201010   | Биотехнология                                                      |
| 35     | Здравоохранение                             | 3520              | Фармацевтика, биотехнология и науки о жизни                           | 352020  | Фармацевтика                                                             | 35202010   | Фармацевтика                                                       |
| 35     | Здравоохранение                             | 3520              | Фармацевтика, биотехнология и науки о жизни                           | 352030  | Инструменты и услуги наук о жизни                                        | 35203010   | Инструменты и услуги наук о жизни                                  |
| 40     | Финансы                                     | 4010              | Банки                                                                 | 401010  | Банки                                                                    | 40101010   | Многоотраслевые банки                                              |
| 40     | Финансы                                     | 4010              | Банки                                                                 | 401010  | Банки                                                                    | 40101015   | Региональные банки                                                 |
| 40     | Финансы                                     | 4010              | Банки                                                                 | 401020  | Сберегательные и ипотечные финансы                                       | 40102010   | Сберегательные и ипотечные финансы                                 |
| 40     | Финансы                                     | 4020              | Многоотраслевые финансы                                               | 402010  | Многоотраслевые финансовые услуги                                        | 40201020   | Прочие межотраслевые финансовые услуги                             |
| 40     | Финансы                                     | 4020              | Многоотраслевые финансы                                               | 402010  | Многоотраслевые финансовые услуги                                        | 40201030   | Мультисекторные холдинги                                           |
| 40     | Финансы                                     | 4020              | Многоотраслевые финансы                                               | 402010  | Многоотраслевые финансовые услуги                                        | 40201040   | Специализированные финансовые услуги                               |
| 40     | Финансы                                     | 4020              | Многоотраслевые финансы                                               | 402020  | Потребительские финансы                                                  | 40202010   | Потребительские финансы                                            |
| 40     | Финансы                                     | 4020              | Многоотраслевые финансы                                               | 402030  | Рынки капитала                                                           | 40203010   | Управление активами и депозитарии                                  |
| 40     | Финансы                                     | 4020              | Многоотраслевые финансы                                               | 402030  | Рынки капитала                                                           | 40203020   | Инвестиционные банки и брокеры                                     |
| 40     | Финансы                                     | 4020              | Многоотраслевые финансы                                               | 402030  | Рынки капитала                                                           | 40203030   | Глобальные рынки капитала                                          |
| 40     | Финансы                                     | 4020              | Многоотраслевые финансы                                               | 402030  | Рынки капитала                                                           | 40203040   | Биржи и финансовые данные                                          |
| 40     | Финансы                                     | 4020              | Многоотраслевые финансы                                               | 402040  | Инвестиционные трасты ипотечной недвижимости                             | 40204010   | Инвестиционные трасты ипотечной недвижимости                       |
| 40     | Финансы                                     | 4030              | Страхование                                                           | 403010  | Страхование                                                              | 40301010   | Страховые брокеры                                                  |
| 40     | Финансы                                     | 4030              | Страхование                                                           | 403010  | Страхование                                                              | 40301020   | Страхование жизни и здоровья                                       |
| 40     | Финансы                                     | 4030              | Страхование                                                           | 403010  | Страхование                                                              | 40301030   | Многопрофильное страхование                                        |
| 40     | Финансы                                     | 4030              | Страхование                                                           | 403010  | Страхование                                                              | 40301040   | Страхование имущества и страхование от непредвиденных случаев      |
| 40     | Финансы                                     | 4030              | Страхование                                                           | 403010  | Страхование                                                              | 40301050   | Вторичное страхование                                              |
| 45     | Информационные технологии                   | 4510              | Программное обеспечение и услуги                                      | 451020  | Информационно-технологические услуги                                     | 45102010   | ИТ-консалтинг и прочие ИТ-услуги                                   |
| 45     | Информационные технологии                   | 4510              | Программное обеспечение и услуги                                      | 451020  | Информационно-технологические услуги                                     | 45102020   | Обработка данных и внешние услуги                                  |
| 45     | Информационные технологии                   | 4510              | Программное обеспечение и услуги                                      | 451020  | Информационно-технологические услуги                                     | 45102030   | Услуги и инфраструктура Интернета                                  |
| 45     | Информационные технологии                   | 4510              | Программное обеспечение и услуги                                      | 451030  | Программное обеспечение                                                  | 45103010   | Прикладное программное обеспечение                                 |
| 45     | Информационные технологии                   | 4510              | Программное обеспечение и услуги                                      | 451030  | Программное обеспечение                                                  | 45103020   | Системное программное обеспечение                                  |
| 45     | Информационные технологии                   | 4520              | Технологическое оборудование и техника                                | 452010  | Коммуникационное оборудование                                            | 45201020   | Коммуникационное оборудование                                      |
| 45     | Информационные технологии                   | 4520              | Технологическое оборудование и техника                                | 452020  | Технологическое оборудование, хранение данных и периферия                | 45202030   | Технологическое оборудование, хранение данных и периферия          |
| 45     | Информационные технологии                   | 4520              | Технологическое оборудование и техника                                | 452030  | Электронное оборудование, инструменты и компоненты                       | 45203010   | Электронное оборудование и инструменты                             |
| 45     | Информационные технологии                   | 4520              | Технологическое оборудование и техника                                | 452030  | Электронное оборудование, инструменты и компоненты                       | 45203015   | Электронные компоненты                                             |
| 45     | Информационные технологии                   | 4520              | Технологическое оборудование и техника                                | 452030  | Электронное оборудование, инструменты и компоненты                       | 45203020   | Услуги по производству электроники                                 |
| 45     | Информационные технологии                   | 4520              | Технологическое оборудование и техника                                | 452030  | Электронное оборудование, инструменты и компоненты                       | 45203030   | Дистрибьюторы технологий                                           |
| 45     | Информационные технологии                   | 4530              | Полупроводники и полупроводниковое оборудование                       | 453010  | Полупроводники и полупроводниковое оборудование                          | 45301010   | Полупроводниковое оборудование                                     |
| 45     | Информационные технологии                   | 4530              | Полупроводники и полупроводниковое оборудование                       | 453010  | Полупроводники и полупроводниковое оборудование                          | 45301020   | Полупроводники                                                     |
| 50     | Коммуникационные услуги                     | 5010              | Телекоммуникационные услуги                                           | 501010  | Многоотраслевые телекоммуникационные услуги                              | 50101010   | Альтернативные операторы связи                                     |
| 50     | Коммуникационные услуги                     | 5010              | Телекоммуникационные услуги                                           |         |                                                                          | 50101020   | Интегрированные телекоммуникационные услуги                        |
| 50     | Коммуникационные услуги                     | 5010              | Телекоммуникационные услуги                                           | 501020  | Беспроводные телекоммуникационные услуги                                 | 50102010   | Беспроводные телекоммуникационные услуги                           |
| 50     | Коммуникационные услуги                     | 5020              | СМИ и развлечения                                                     | 502010  | СМИ                                                                      | 50201010   | Реклама                                                            |
| 50     | Коммуникационные услуги                     | 5020              | СМИ и развлечения                                                     |         |                                                                          | 50201020   | Вещание                                                            |
| 50     | Коммуникационные услуги                     | 5020              | СМИ и развлечения                                                     |         |                                                                          | 50201030   | Кабельная и спутниковая связь                                      |
| 50     | Коммуникационные услуги                     | 5020              | СМИ и развлечения                                                     |         |                                                                          | 50201040   | Издательское дело                                                  |
| 50     | Коммуникационные услуги                     | 5020              | СМИ и развлечения                                                     | 502020  | Развлечения                                                              | 50202010   | Фильмы и развлечения                                               |
| 50     | Коммуникационные услуги                     | 5020              | СМИ и развлечения                                                     |         |                                                                          | 50202020   | Интерактивные домашние развлечения                                 |
| 50     | Коммуникационные услуги                     | 5020              | СМИ и развлечения                                                     | 502030  | Интерактивные медиа и услуги                                             | 50203010   | Интерактивные медиа и услуги                                       |
| 55     | Коммунальные услуги                         | 5510              | Коммунальные услуги                                                   | 551010  | Электрические коммунальные услуги                                        | 55101010   | Электрические коммунальные услуги                                  |
| 55     | Коммунальные услуги                         | 5510              | Коммунальные услуги                                                   | 551020  | Газовые коммунальные услуги                                              | 55102010   | Газовые коммунальные услуги                                        |
| 55     | Коммунальные услуги                         | 5510              | Коммунальные услуги                                                   | 551030  | Многоотраслевые коммунальные услуги                                      | 55103010   | Многоотраслевые коммунальные услуги                                |
| 55     | Коммунальные услуги                         | 5510              | Коммунальные услуги                                                   | 551040  | Водоснабжение                                                            | 55104010   | Водоснабжение                                                      |
| 55     | Коммунальные услуги                         | 5510              | Коммунальные услуги                                                   | 551050  | Независимые производители электроэнергии и возобновляемой электроэнергии | 55105010   | Независимые производители электроэнергии и продавцы электроэнергии |
| 55     | Коммунальные услуги                         | 5510              | Коммунальные услуги                                                   | 551050  | Независимые производители электроэнергии и возобновляемой электроэнергии | 55105020   | Производители возобновляемой электроэнергии                        |
| 60     | Недвижимость                                | 6010              | Недвижимость                                                          | 601010  | Инвестиционные трасты недвижимости (ИТН)                                 | 60101010   | Диверсифицированные                                                |
| 60     | Недвижимость                                | 6010              | Недвижимость                                                          | 601010  | Инвестиционные трасты недвижимости (ИТН)                                 | 60101020   | Промышленные                                                       |
| 60     | Недвижимость                                | 6010              | Недвижимость                                                          | 601010  | Инвестиционные трасты недвижимости (ИТН)                                 | 60101030   | Отели и курорты                                                    |
| 60     | Недвижимость                                | 6010              | Недвижимость                                                          | 601010  | Инвестиционные трасты недвижимости (ИТН)                                 | 60101040   | Офисные                                                            |
| 60     | Недвижимость                                | 6010              | Недвижимость                                                          | 601010  | Инвестиционные трасты недвижимости (ИТН)                                 | 60101050   | Санатории                                                          |
| 60     | Недвижимость                                | 6010              | Недвижимость                                                          | 601010  | Инвестиционные трасты недвижимости (ИТН)                                 | 60101060   | Жилые                                                              |
| 60     | Недвижимость                                | 6010              | Недвижимость                                                          | 601010  | Инвестиционные трасты недвижимости (ИТН)                                 | 60101070   | Розничная торговля                                                 |
| 60     | Недвижимость                                | 6010              | Недвижимость                                                          | 601010  | Инвестиционные трасты недвижимости (ИТН)                                 | 60101080   | Специализированные                                                 |
| 60     | Недвижимость                                | 6010              | Недвижимость                                                          | 601020  | Управление недвижимости и ее развитие                                    | 60102010   | Межотраслевая деятельность в сфере недвижимости                    |
| 60     | Недвижимость                                | 6010              | Недвижимость                                                          | 601020  | Управление недвижимости и ее развитие                                    | 60102020   | Управляющие компании                                               |
| 60     | Недвижимость                                | 6010              | Недвижимость                                                          | 601020  | Управление недвижимости и ее развитие                                    | 60102030   | Развитие недвижимости                                              |
| 60     | Недвижимость                                | 6010              | Недвижимость                                                          | 601020  | Управление недвижимости и ее развитие                                    | 60102040   | Услуги в сфере недвижимости                                        |

## Изменения
Стандарт классификации регулярно обновляется Индексом S&P Dow Jones и MSCI. Многочисленные ежегодные изменения характеризуются добавлением, удалением или переназначением каких-либо подотраслей, отраслей или отраслевых групп. С 1999 года было произведено два изменения на уровне секторов:
- В 2016 году отраслевая группа недвижимости (за исключением инвестиционных трастов ипотечной недвижимости) была перемещена из финансового сектора в свежесозданный сектор недвижимости.[4]
- В 2018 году сектор телекоммуникационных услуг был переименован в коммуникационные услуги. Сектор был расширен включением компаний СМИ и развлечений, ранее находившихся в многоотраслевом потребительском секторе, а также компаний интерактивных медиа и услуг из сектора информационных технологий.[5]